# テイラー・ヒックス

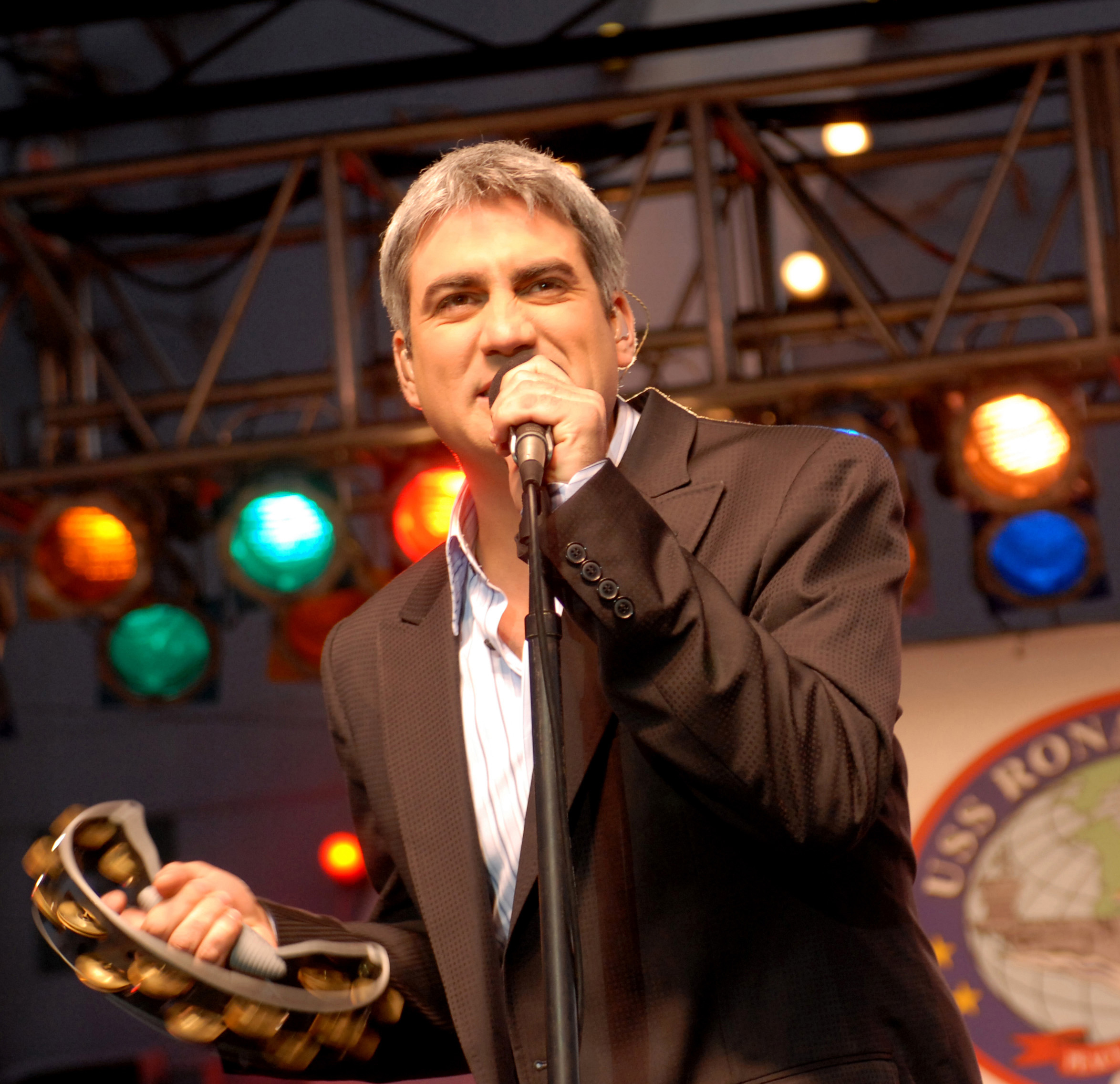
テイラー・ヒックス

テイラー・ルベン・ヒックス（Taylor Reuben Hicks、1976年10月7日-）はアメリカの歌手。

## 生い立ち
アラバマ州バーミングハム出身。13歳には白髪が生えるようになる。彼の最終学歴はオーバーン大学である。

## アメリカン・アイドル
2005年10月に行なわれたアメリカン・アイドルでは、テネシー州メンフィスでオーディションに参加する予定だった。しかしハリケーン・カトリーナで中止となり、テイラーは、ネバダ州ラスベガスでオーディションを受けることになった。オーディションで合格し、セミファイナルでも1度もワーストに入らず、5月25日に決戦大会で、史上最年長で優勝を果たした。

## ディスコグラフィ

### アルバム
- テイラー・ヒックス

### シングル
- Do I Make You Proud
- Just to Feel That Way
- Heaven Knows